# (55576) Amycus
(55576) Amycus (2002 GB10) – planetoida z grupy centaurów okrążająca Słońce w ciągu 125,75 lat w średniej odległości 25,1 j.a. Odkryta 8 kwietnia 2002 roku.